# Vasút
A vasút kötöttpályás közlekedési rendszer, amelynek az elemei a vasúti pálya és a köré épülő vasúti infrastruktúra, illetve a többnyire vonatban közlekedő vasúti járművek. A vonat vontatását többnyire mozdony végzi. A vasúti infrastruktúra hálózatba rendeződik, amelynek csomópontjaiként a vasútállomások és pályaudvarok szolgálnak. A vasút egyaránt alkalmas személy- és teherszállításra. A vasúti közlekedés a többi közlekedési módhoz képest elsősorban ott versenyképes, ahol sok embert vagy árut kell nagy távolságra szállítani, vagy egy sűrű hálózatban kell hatékonyan áru- vagy személyszállítási feladatokat (tömegközlekedés) megoldani.
Az acélsínen gördülő acélkerekeknek köszönhetően a vasúti kocsik gördülési ellenállása viszonylag kicsi (8-szor kisebb, mint a gumi-aszfalt kapcsolat esetén), és a légellenállás a vonatszerelvény kialakítása miatt nem jelentős, ezért a vontatás költsége alacsony. Előnye a rendszeres és tömeges személy-, illetve áruszállításban bontakozik ki. A vasúti rendszer kiépítésének viszont magas a költsége, illetve pályához kötöttsége kevésbé rugalmas kiszolgálást tesz lehetővé a szinte mindenütt jelenlévő közútnál. Manapság ott, ahol kisebb mennyiségeket kell gyorsan célba juttatni, valamint nagy az emelkedő (lejtő) mértéke, a vasút háttérbe szorult, szerepét a közúti, illetve a légi közlekedés vette át.

## A vasúti pályahálózatok kiterjedése, fekvése

Magyarország közforgalmú vasúti pályahálózata

A vasúti pályahálózatok a közlekedési infrastruktúra rendszerének fontos részét képezik – a világ vasútvonalainak hossza meghaladja az egymillió kilométert.
A fővonalak a nagyobb városokat kötik össze. Ezeken jelentős teher- és személyforgalom bonyolítható le, építésükkor országos jelentőségük miatt elsőrangú vasútnak neveztek. A hálózatnak ezt a részét leágazó mellékvonalak egészítik ki, amelyeket másodrangú vagy helyiérdekű vasútként építettek. Azokon a helyeken, ahol domborzati vagy településszerkezeti adottságok a normál vasúthálózat kiterjesztését nem tették lehetővé, keskeny nyomtávolságú, harmadrangú vasutakat építettek. Míg a fő- és mellékvonalak gyakran egységes vasúti hálózatot alkotnak, a keskeny nyomközű vasutak, amelyeket ma a köznyelv kisvasútnak nevez, soha nem alkottak összefüggő hálózatot, mivel ezek rövidebb helyi viszonylatokon, gyakran kifejezetten turisztikai céllal közlekednek (például Gyermekvasút melyet a vasutat kedvelő gyerekek irányítanak, kezelnek).
Az iparvágányok olyan összekötő vagy csatlakozó pályák, amelyek az ipari nagyfogyasztókat kapcsolják be a közforgalmú hálózatba. Lehetnek egyaránt a vasúttársaság vagy az érintett üzem tulajdonában.
A településszerkezet és a gazdasági szerkezet változásával a vasúti hálózat elemeinek funkciója is megváltozhat. Ezt tükrözi, hogy Németországban, Franciaországban megkezdődött olyan regionális vasúti hálózatok elválasztása az országos hálózattól, amelyek regionális vasútként észszerűbben működtethetők.
Különleges földrajzi-domborzati viszonyok között speciális vasutak jöttek létre. Nagy szintkülönbségek legyőzésére pedig a különleges vasutak (fogaskerekű, sikló, libegő) és más kötöttpályás eszközök (például sífelvonók) alkalmasak.
A vasút más közlekedési alágazatokkal szembeni versenyelőnye elsősorban a transzkontinentális, nagy távolságú áruszállításban, és a nagy sűrűségű, nagyvárosok közötti rövid- és középtávú személyszállításban jelenik meg. Az Amerikai Egyesült Államokban és a Független Államok Közösségében ezért a teherszállításnak van nagyobb jelentősége, az Európai Unió országaiban és Japánban pedig a személyszállításnak. A 19. században a vasút jelentősen megkönnyítette a közigazgatás szervezését, a nemzeti piacok és nyilvánosság kialakulását és a hadviselést, ezért az egymással rivalizáló európai államok a részben átjárhatatlan nemzeti rendszerekre törekedtek. Az Európai Unió törekvése, hogy a nemzeti fővonalakat kölcsönösen átjárhatóvá tegye, és így az európai Egységes Piacot is az észak-amerikaihoz hasonló fejlettségű, Transzeurópai vasúthálózat kösse össze.
A városi vasutak esetében, különösen a nagyvárosokban a kötöttpályás közlekedés versenyképességét növeli a kapacitások tervezhetősége. A városokban a 19. század óta jelen vannak a közúti vasutak, amelyek kiegészítik a közúthálózatot (például villamos), illetve a földalatti vasutak (Magyarországon a metró). A nagyvárosok és elővárosaik között az elővárosi vasutak olyan ingavonatokat közlekednek, amelyek nagy rendszerességgel szállítanak utasokat a lakó- és munkahelyük között. Magyarországon ilyen elővárosi vasút a nem összefüggő hálózatot alkotó budapesti HÉV, de több MÁV vonal is bonyolít le elővárosi forgalmat.

## A vasút üzemeltetése, vasúttársaságok

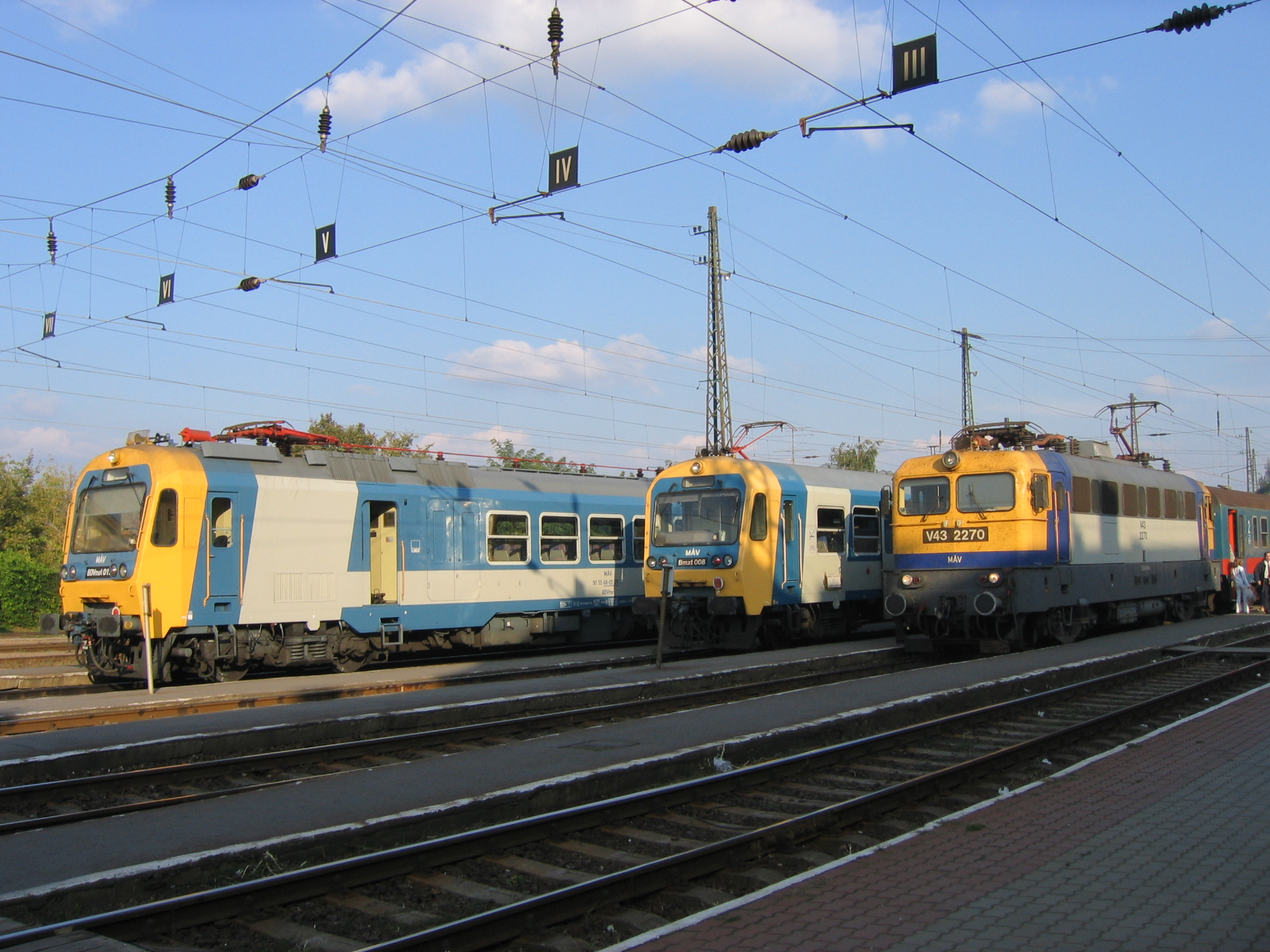
A MÁV vállalati arculatát hordozó vasúti járművek

A vasút üzemeltetésének többféle szervezeti-üzleti modellje létezik. Az elkülönítésen alapuló modell, amelyet az Európai Unió követ, a természetes monopóliumként értelmezhető vasúti infrastruktúra működtetését pályavasúti társaságokra bízza. Az áru- és személyszállítást döntően vállalkozó vasúti társaságok végzik. Azokat a társaságokat, amelyek pályavasúti szolgáltatásokat is nyújtanak és vállalkozó vasúti tevékenységet is végeznek, integrált társaságnak nevezik.
Az eredeti vertikálisan integrált modellben a vasúti infrastruktúra üzemeltetése, és a vasúti forgalom lebonyolítása és az ügyfelek kiszolgáltatása egy kézben van. Ez a modell világszerte hanyatlóban van. A modern integrált vasúttársaságok pályavasúti szolgáltatásokat és a domináns szállítási feladatokat látják el egy kézben, a maradék infrastruktúra-kapacitást pedig erre vasúti vállalkozásoknak adják el. Az Egyesült Államokban a pályavasúti és teherszállítási feladatok vannak egy kézben, és a törvény a személyszállító vasúti vállalkozásnak ad lehetőséget ezen infrastruktúra kapacitásainak további hasznosítására. Japánban pedig a teherszállító vasutak használhatják a maradék kapacitásokat.
A 20. században az államosított integrált vasúttársaságok terjedtek el Európában és a volt Szovjetunióban. Jelenleg ilyen formában működik Magyarországon a MÁV, a Győr-Sopron-Ebenfurti Vasút és a HÉV is, ugyanakkor négy magántulajdonban létező, kizárólag áruszállítással foglalkozó vasúti vállalkozás is működik. 1993 óta közlekedéspolitikai cél az intézményi szétválasztás modelljére történő átállás, ami azonban még nem történt meg. A 21. század elején az iparág egy részének (Európában az infrastruktúra) állami tulajdona, egy részének pedig a szabályozott versenyen alapuló magántulajdonának vegyes modellje az uralkodó.
A kisvasutak döntően egyszerű, de integrált üzemben működnek, többnyire nonprofit formában vagy profitorientált társaságok kiegészítő tevékenységeként.

## A vasúti járművek

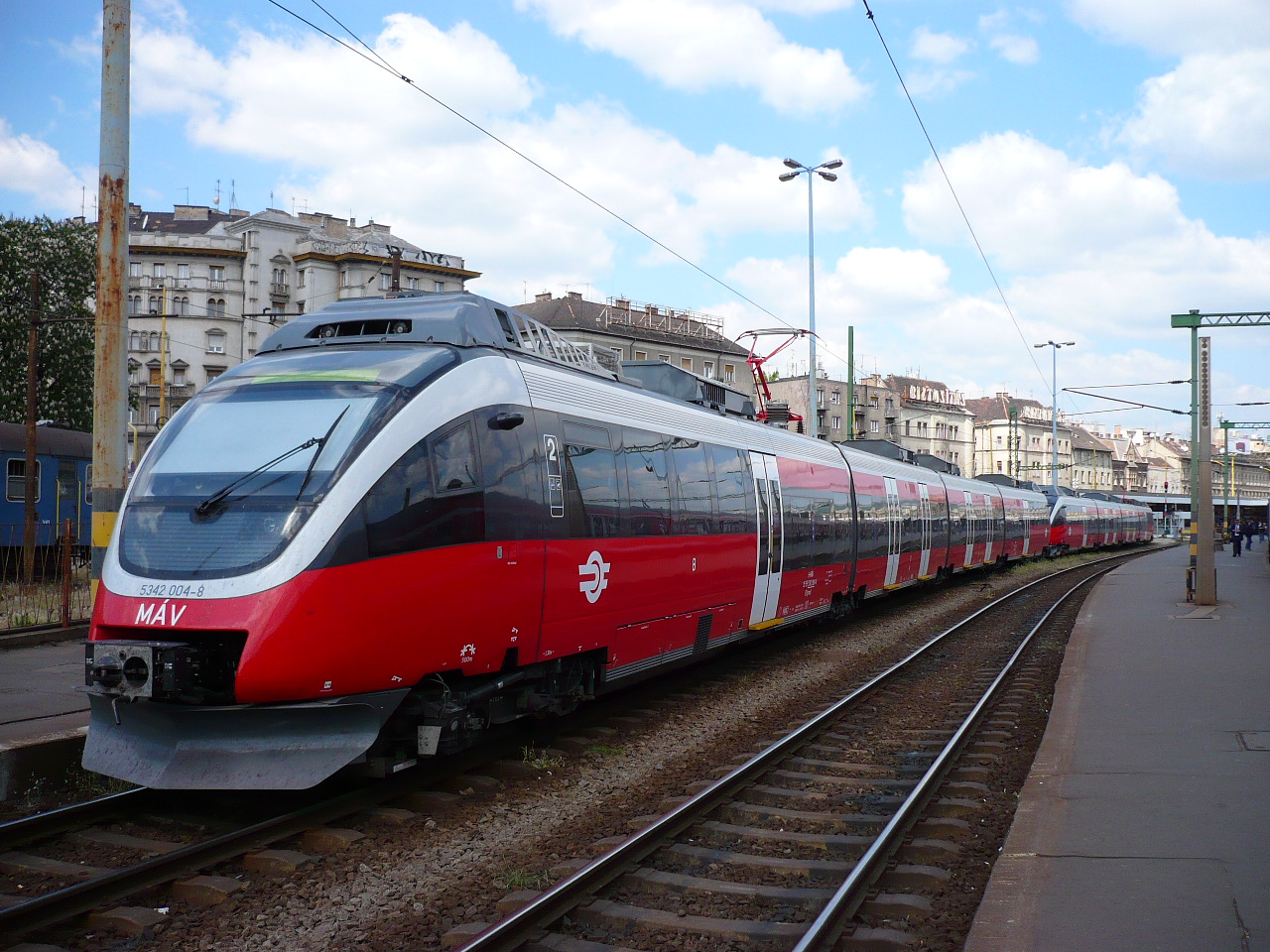
MÁV motorvonat

A vasúti közlekedésben használatos legegyszerűbb jármű a hajtány, amelynek belső égésű motoros változatát vágánygépkocsinak (magyarul sínautó) is nevezik. A mozdony olyan speciális vasúti jármű, amely saját erőgéppel van felszerelve, és saját meghajtással nem rendelkező kocsik vontatására vagy tolatására szolgál. A mozdonyok és kocsik szerelvényét vonatnak nevezzük. A személyszállító vonatok általában mozdonyból és személykocsikból állnak. A tehervonatok általában mozdonyból és teherkocsikból állnak. A személyszállításban használatosak olyan vonatok is, amelyeket nem kell gyakran újrarendezni. Ilyen az ingavonat, illetve a mozdonyt nem igénylő, saját erőforrással rendelkező motorvonat.
Ebben a témakörben a Vasúti járművek kategóriában találhatók további szócikkek.

## A vasút története

### A kezdetek

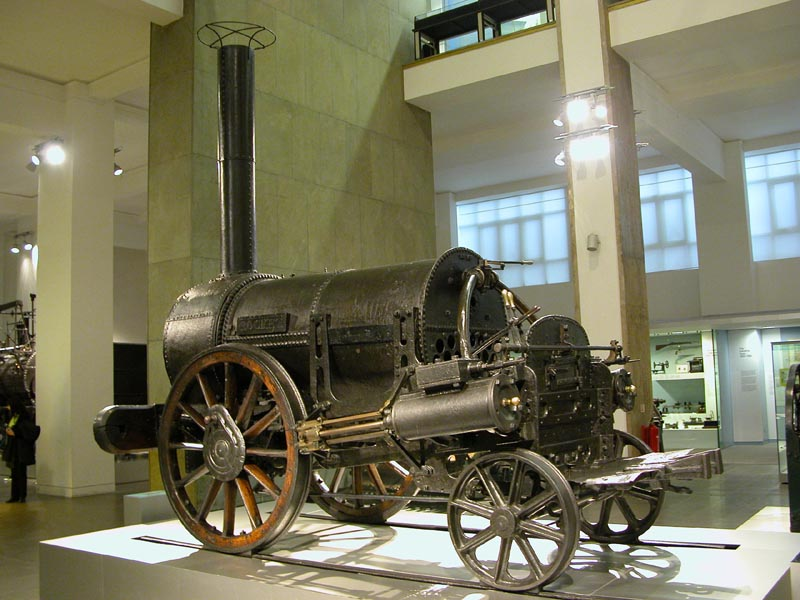
George és Robert Stephenson Rocket nevű gőzmozdonya 1829-ből (Science Museum, London)

A mai értelemben vett vasút a 19. század elején a lóvasút volt. A lóvontatású vasutak még nem adták meg az igazi versenyelőnyt a kor közúti közlekedésével szemben. 1827-ben Magyarországon is folytak kísérletek a lóvasút meghonosítására, de ezek nem bizonyultak kifizetődőnek.

### A gőzgépek kora

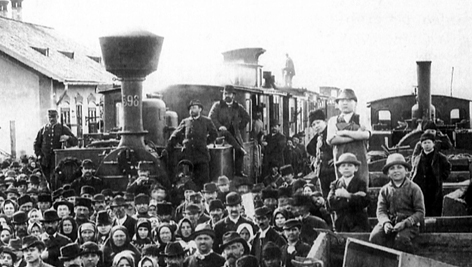
A székelygőzös megérkezése Udvarhelyre – 1888.03.15

Az igazi forradalmi újdonságot az 1804-től 1825-ig folyamatosan tökéletesített gőzmozdony jelentette (George Stephenson). Az első közforgalmú, gőzüzemű vasutat Stockton és Darlington között 1825-ben (bővebben: Stockton–Darlington-vasútvonal), a mai Magyarország területén pedig Pest és Vác között 1846. július 15-én nyitották meg.
Az első vasúttársaságok jövedelmező részvénytársaságok voltak, és olyan fejlődést hoztak a magukkal az érintett területeken, hogy hamarosan az államok is bekapcsolódak a vasútfejlesztésbe. Magyarországon az állami tulajdonú vasút 1867-ben jelent meg. A 19. században az állami tulajdon nem járt együtt állami üzemeltetéssel. Voltak Európában olyan állami tulajdonú vasutak, melyeket magánkezelésben működtettek (például Olaszországban), és voltak olyan magántulajdonú vasutak, melyeket állami vasúttársaság üzemeltetett (például Magyarországon a HÉV-ek). Az állami és magánszféra együttműködésének másik, Magyarországra is jellemző példája a francia mintára született koncessziós üzemeltetés. Németországban viszont az államvasúti modell vált döntővé.

### A vasút helyzete napjainkban
A vasút napjainkban csak egy közlekedési ágazat a légi és közúti közlekedés mellett. A közúti közlekedés jóval gyorsabban növekszik, mint a vasúti, emiatt a vasút részaránya évről évre csökken. Bár minden évben hallani vonalbezárásokról, a világ vasúthálózata lassan, de mégis növekszik. A vasút új területeken próbál piacot szerezni. A személyszállításban a nagysebességű távolsági közlekedéssel, a teherszállításban a kombinált fuvarozással sikerült részesedését növelni. Fontos szerep hárul rá a nagyvárosok tömegközlekedésében is. A vasútállomásokon lévő árufeladás fokozatosan csökken, egyes országokban már meg is szűnt. Helyette nagy üzemek, bányák iparvágányain történik a rakodás, vagy intermoduláris logisztikai központokban.
Az infrastruktúra állapota szélsőséges: léteznek vezető nélküli, teljesen automata metrók, modern biztosító berendezések, szupergyors vonatok, de megtalálhatók emellett az elavult gőzmozdonyok, vonóvezetékes váltók, fa keresztaljas vágányok, akár egy országon belül is.
A globális felmelegedés, a fenntartható fejlődés, a környezetvédelem miatt a vasút fejlesztése újra előtérbe került. A világon számos nagyszabású projekt van folyamatban, vagy tervezés alatt, mely a kapacitásokat fogja bővíteni. A villamosított vonalak aránya is évről évre növekszik. A vasút folyamatosan alkalmazza a legújabb, legmodernebb technológiákat.
A vasúti berendezések piaca 2006 és 2008 között 11%-kal nőtt. A német SCI Verkehr kutatása szerint a vasúti piac mérete 125,5 milliárd euró, amely átlagos 4,5%-os növekedéssel számolva 2018-ra 200 milliárd euró közelében lehet. Ennek 59%-a járművek piacáról, 30%-a az infrastruktúra fejlesztéséből, míg 11% a rendszertechnológiák eladásából származik. A fejlesztések 30%-a Nyugat-Európát érinti, bár egyre jelentősebbé válik Oroszország és Ázsia is ezen a téren.
A forgalom is folyamatosan nő, 1997 és 2006 között a vasúti teherszállítás világszerte 66%-kal. Az európai rangsort a volt szocialista országok vezetik, a legvégén pedig Franciaország található. A legnagyobb növekedést az USA, Kína, India és Oroszország teherszállítása produkálta. Európában a teljesítmény csak 46%-kal javult. Ezen belül a nyugat-európai államok vasútjai teljesítettek gyengébben. Egész Európára vetítve a vasút részaránya 12,6%-ról 10,7%-ra csökkent az áruszállításban. Mindeközben a közút 3,5%-kal javított eredményén. A számok tanúsága szerint komoly összefüggés van a teherszállítás liberalizációja és a modal split változása között.

#### Nagysebességű vasút
A nagysebességű vasút (röviden NSV, angol nyelven High Speed Rail vagy HSR) a hagyományos vasúti közlekedésnél lényegesen gyorsabb vasúti közlekedés, amely speciális gördülőállományból és dedikált pályákból álló integrált rendszert használ. Bár nincs egyetlen, világszerte érvényes szabvány, a 250 km/h feletti sebességre épített vonalakat és a 200 km/h feletti sebességre korszerűsített vonalakat széles körben nagysebességűnek tekintik. Az Európai Unió szabályozása szerint az alsó sebességhatár 250 km/h.
1964-ben Japánban megkezdte működését az első nagysebességű vasúti rendszer, a Tókaidó Sinkanszen, amely széles körben „bullet train” (magyarul „golyóvonat”) néven vált ismertté. A nagysebességű vonatok folyamatosan hegesztett sínből készült, többnyire normál nyomtávú vágányokon közlekednek (gyakorlatilag az egyetlen normál nyomtávú fővonali vasútvonalat képviselik az olyan országokban, mint Japán vagy India), egy olyan vízszintesen vezetett útvonalon, amelyet nagy ívsugarakkal terveztek. Egyes régiók azonban, ahol a vasútvonalak szélesebbek, mint például a volt Orosz Birodalom egyes részei (beleértve Oroszországot és Üzbegisztánt), igyekeztek nagysebességű, orosz nyomtávú (1520 mm) vasúthálózatot kiépíteni. Eddig nem terveztek vagy építettek nagysebességű vasutat keskeny nyomtávra, a Spirit of Queensland a leggyorsabb keskeny nyomtávolságú vasút 160 km/h-s csúcssebességet ért el kereskedelmi forgalomban fokföldi nyomtávolságon.
Számos ország épített és fejlesztett, vagy jelenleg is épít nagysebességű vasúti infrastruktúrát a nagyvárosok összekötésére, többek között Ausztria, Belgium, Kína, Dánia, Finnország, Franciaország, Németország, India, Indonézia, Olaszország, Japán, Marokkó, Hollandia, Norvégia, Lengyelország, Portugália, Oroszország, Szaúd-Arábia, Dél-Korea, Spanyolország, Svédország, Svájc, Szerbia, Tajvan, Törökország, Egyesült Királyság, Amerikai Egyesült Államok, Üzbegisztán és Vietnám. A nagysebességű vasút csak Európában és Ázsiában lépi át a nemzetközi határokat. Kína több mint 37 900 km nagysebességű vasútvonalat épített, ami a világ összes nagysebességű vasútvonalának több mint kétharmadát teszi ki.
A nagysebességű vasút a leggyorsabb földi kereskedelmi közlekedési eszköz. Kínában van a leggyorsabb hagyományos nagysebességű vasútvonal rendszeres üzemben, a Peking-Sanghaj nagysebességű vasútvonalon a vonatok akár 350 km/h sebességet is elérik. A 2004-ben megnyitott sanghaji lebegő mágnesvasút a leggyorsabb kereskedelmi forgalomban lévő mágnesvasút, 431 km/h sebességgel. 2007-ben egy TGV Euroduplex motorvonat 574,8 km/h-s rekordot döntött, ezzel a világ leggyorsabb hagyományos kerekes vonata lett. 2007-ben a japán Csúó Sinkanszen egy Tokió és Oszaka között épülő mágnesvasútvonal, amely 505 km/h-s kereskedelmi sebességgel fog közlekedni, és 2027-ben kezdi meg működését.

## Szerepe a közlekedésben

### Előnyei
- A hajózás után a legkevesebb energiát igényli, tizedannyit, mint a közúti közlekedés
- A zárt pálya miatt sokkal biztonságosabb
- Kedvezőbb a területfoglalása: egy kétvágányú vasúti pályának a szállítási kapacitása nagyobb, mint egy 10 sávos autópályának
- Időjárásra kevésbé érzékeny, mint a repülés
- Az utazás pontosabban tervezhető, nincsenek dugók
- Bizonyos esetben gyorsabb a teljes utazási időt figyelembe véve, akár a repülőnél is
- Utazás közben lehet dolgozni, modernebb vonatok még 230 V-os csatlakozóval és Wi-Fi internettel is fel vannak szerelve
- A villamos vontatás lokálisan nem szennyez
- Kedvezőbb zajszennyezés

### Hátrányai
- Nincs mindenhová vasútvonal építve, nincs háztól házig szállítás
- Rugalmatlan
- A közlekedést gyakran nehezítik sztrájkok
- Kiépítése drága
- Menetrendhez kötött
- Sok helyen elavult, korszerűtlen
- Szabványosítás nem teljes körű:
  - Több eltérő nyomtávolság
  - Több eltérő áramrendszer
  - Több eltérő biztosítóberendezés
- Nemzeti vasúttársaságok monopolhelyzetben vannak

### Vasúttörténet
- Czére Béla: A vasút története; Corvina, Budapest, 1989
- Vonattal a Föld körül. Felfedező körút a világ 30 legszebb vasútvonalán; sajtó alá rend. Susan Gordon, ford. Fellegi Balázs, Gelléri Gábor, Kőfalvi Csilla; Magyar Könyvklub, Budapest, 1995
- Max Wade-Matthews: A világ klasszikus vasútvonalai. A legnépszerűbb vonalak és mozdonyok képeskönyve; ford. Hegedűs Gyula; Athenaeum, Bp., 2006
- Franco Tanel: A vasút története a gőzmozdonyoktól a gyorsvasútig; ford. Árokszállásy Zoltán; Geographia, Budapest, 2007
- Wolfgang Schivelbusch: A vasúti utazás története. A tér és az idő iparosodása a 19. században; ford. Laczházi Gyula; Napvilág, Bp., 2008 (Társtudomány)
- Szigorúan ellenőrzött vonatok. A győri Mediawave Fesztivál keretében 2008. április 29-én megrendezett tudományos konferencia előadásai; szerk. Bana József, Katona Csaba; Győr Megyei Jogú Város Levéltára–Mediawave Közalapítvány–MOL, Győr–Bp., 2009 (Mediawave konferenciák)
- A vasút fénykora – a vidék modernizációja. Időszaki kiállítás a Szabadtéri Néprajzi Múzeumban a "Felemelő század – nemzeti romantika és polgári felemelkedés a 19. századi Magyarországon" című tematikus évad keretében. 2011. május 27–2012. március 30.; kurátor Sári Zsolt; Skanzen Könyvek–Szabadtéri Néprajzi Múzeum, Szentendre, 2011 (Kiállítási katalógusok. Szabadtéri Néprajzi Múzeum)
- Vasútvonalak képekben; szerk. Werner Schabert, ford. Kántor Tamás; Alexandra, Pécs, 2011
- Bill Laws: Ötven vasútvonal, amely megváltoztatta a történelmet; ford. Béresi Csilla; Kossuth, Bp., 2015
- Különvonaton. A vasút szerepe a vallási életben és a turizmusban; szerk. Barna Gábor, Gyöngyössy Orsolya; MTA-SZTE Vallási Kultúrakutató Csoport–SZTE BTK Néprajzi és Kulturális Antropológiai Tanszék, Szeged, 2017 (Táj és népi kultúra)
- Vonatok. A vasúti közlekedés története; ford. Nimila Zsolt; Kossuth, Budapest, 2018 (Polihisztor)
- Sarah Baxter: A világ története 500 vasútvonal mentén; ford. Nagy Boldizsár; Kossuth, Budapest, 2019
- Christian Wolmar: A vasút története; ford. Bertók Tibor; Kossuth, Bp., 2021
- Paula Dreve: Vasutak; ford. Pikó Viktória; Roland, Budapest, 2022
- David Bowden: Európa legszebb vasútvonalai. Negyven izgalmas és szemet gyönyörködtető utazás; ford. Zentai György; Gabo, Budapest, 2024